# Lagoa da Frouxeira

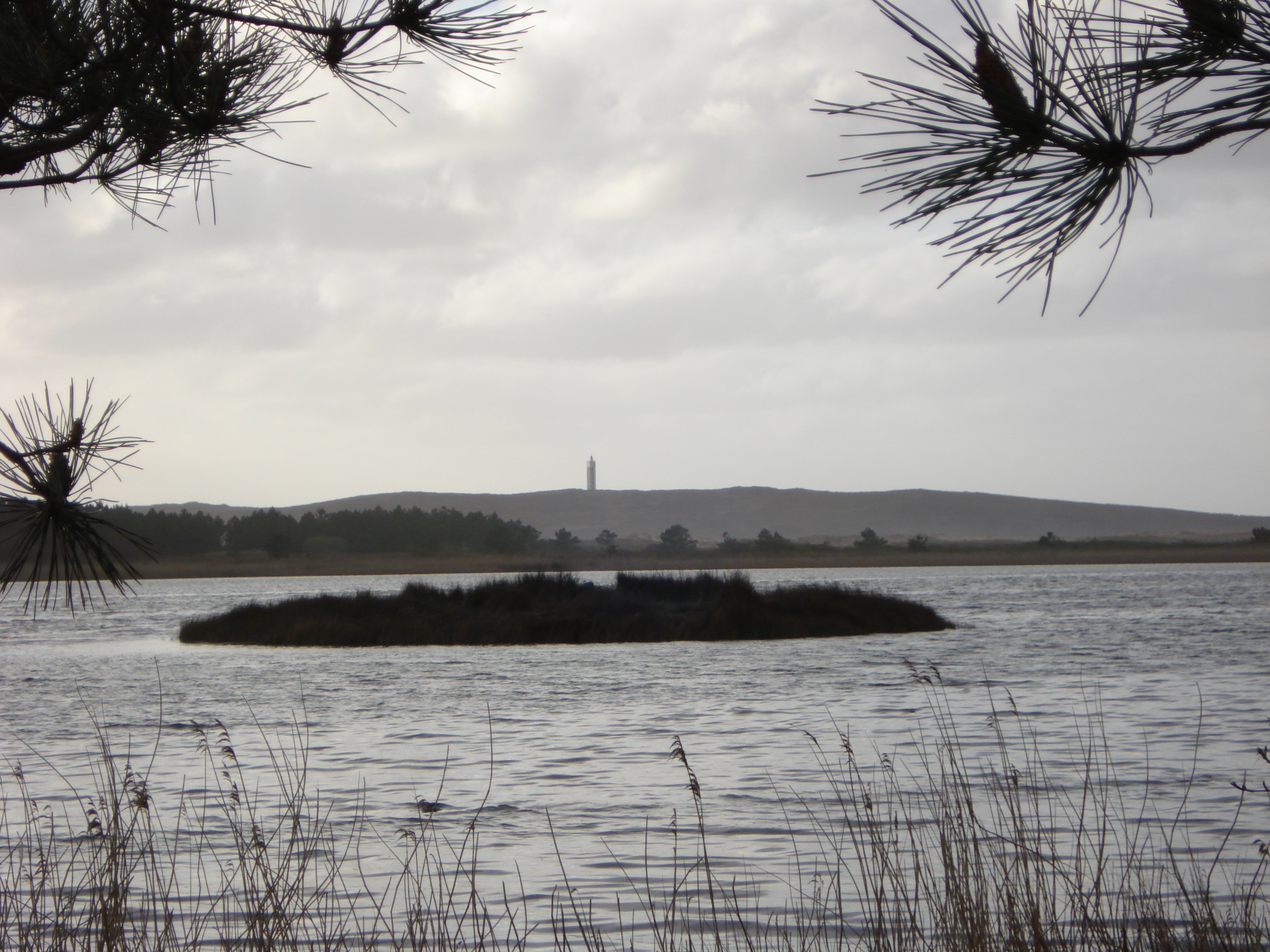
Vista da Lagoa da Frouxeira, em Valdovinho (Galiza)

A Lagoa da Frouxeira é uma lagoa localizada no concelho galego de Valdovinho, de valor natural e cultural, como tal protegida consoante o regime de protecção geral.
|  | É preciso olhá-la defronte, lá está queda e tranquila a lagoa a beber das águas do rio do Vilar e a dessalgar as águas do mar da Frouxeira. Da forma da casa dum botão prende o mar à terra onde a vida não faz mais que começar. |

## Localização
A lagoa da Frouxeira fica entre Lago e Valdovinho, que são duas das nove freguesias que constituem a Câmara de Governo de Valdovinho. Este município está situado a Noroeste da comunidade autónoma da Galiza e o seu território estende-se desde o cabo Prioiro até à Ponta Candeeira. É um dos municípios que formam a costa exterior da chamada Costa Ártabra por serem áreas que os estados membros da União Europeia propõem, uma vez que possuem imensos valores ambientais: falésias únicas, praias compridas e extensas lagoas.

## História
Até ao século XIX, a lagoa e todos os terrenos que a rodeiam pertenciam à Coroa de Isabel II, mas no ano de 1859 muitos lotes rústicos e urbanos, recenseamentos e foros da freguesia de Lago, assim como também uma grande extensão da lagoa, foram leiloados e ficaram en mãos do Conde Pardo Bazán pela “Junta Superior de Venta de Bienes Nacionales”. Assim foi como estes terrenos passaram à sua propriedade e depois à sua filha a Condessa e conhecida escritora Emilia Pardo Bazán. Mais tarde tudo foi vendido à Cruz Vermelha, à igreja de Santiago na Corunha e a particulares.

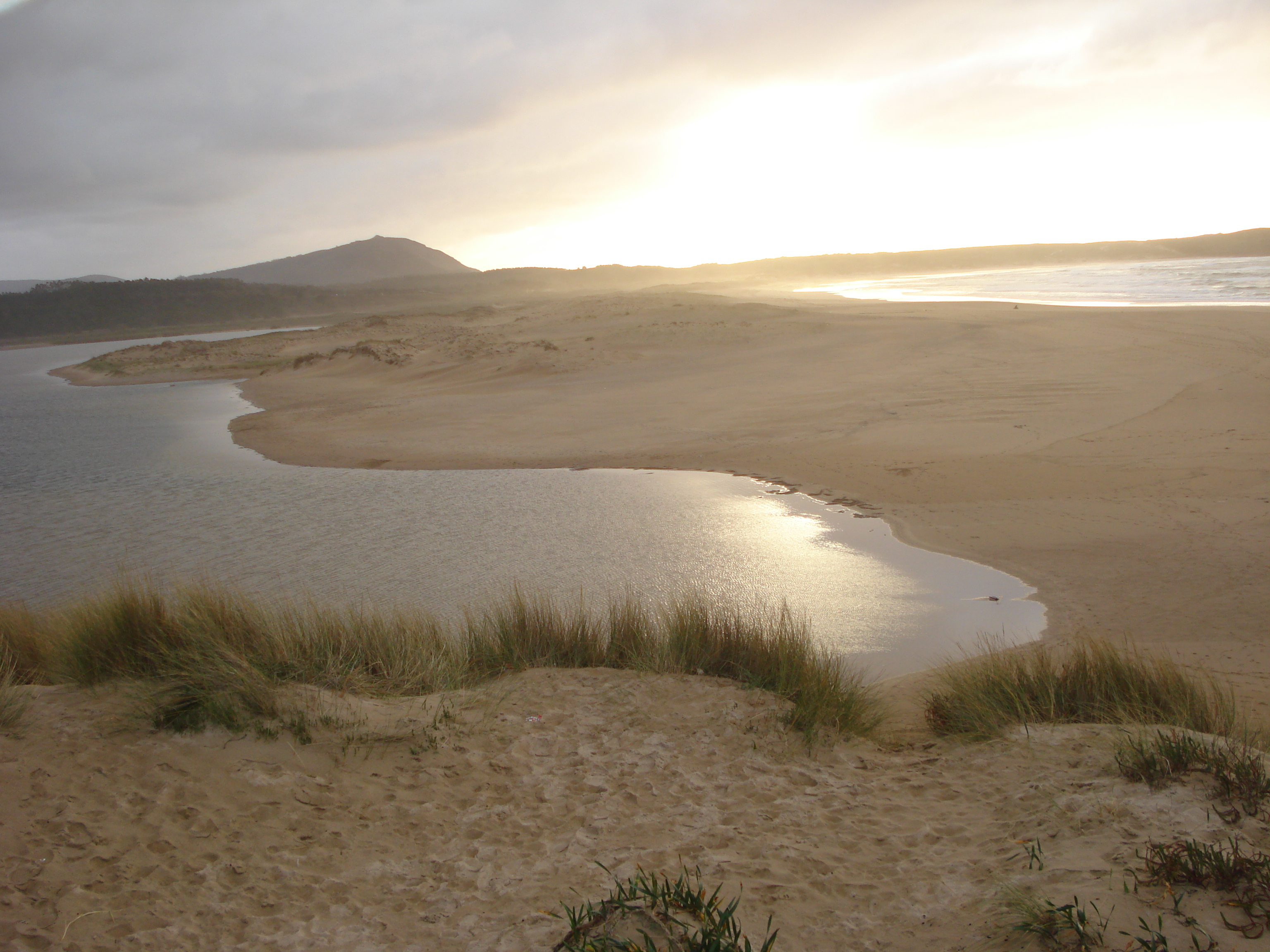
Vista do canal da Lagoa da Frouxeira, com o areal de Valdovinho ao fundo

## Riqueza natural
Esta lagoa litoral é um exclusivo e privilegiado enclave natural, uma zona húmida protegida pelo Convénio Europeu de Espaços Ramsar e declarado espaço natural em regime de protecção geral. Fica ao pé da praia da Frouxeira, na parte mais ocidental por onde atravessa a cadeia de dunas que provocaram o seu nascimento, para poder verter as águas ao mar enquanto o rio Vilar e outros regatos continuam a enchê-la. Tem uma superfície de 581, 1Ha, mede 1.600 m. de comprimento por 500 m. de largura, e metro e meio de profundidade, ainda que haja zonas mais fundas onde assentam sedimentos de carácter terciário e quaternário que formam a fossa de origem tectónica. O facto de ser a água salobre com salinidade variável, tem a ver com o fluxo das marés que entram no canal de desaguamento e que faz dele um habitat rico e diversificante em flora e fauna. Mas é preciso fazermos uma classificação por zonas:
No lugar onde o rio do Vilar desemboca na lagoa, fica o bosque da ribeira com quintas e prados para o cultivo; lá crescem amieiros, salgueiros e flores bem vistosas como os lírios amarelos. Por tratar-se de zonas muito encharcadiças e de água doce, também se veem anfíbios como o sapo comum, a salamântiga, a rã vermelha…; pássaros insectívoros como ferreirinhas de muitas espécies, pimpins reais e comuns, piscos, merlos, carriços e aqueles outros que caçam ratos, anfíbios e répteis que são o corvo comum, pegas e aves de rapina. Além disso, estes terrenos são visitados por mamíferos caçadores como a doninha, o javali, a raposa e herbívoros como o corço.

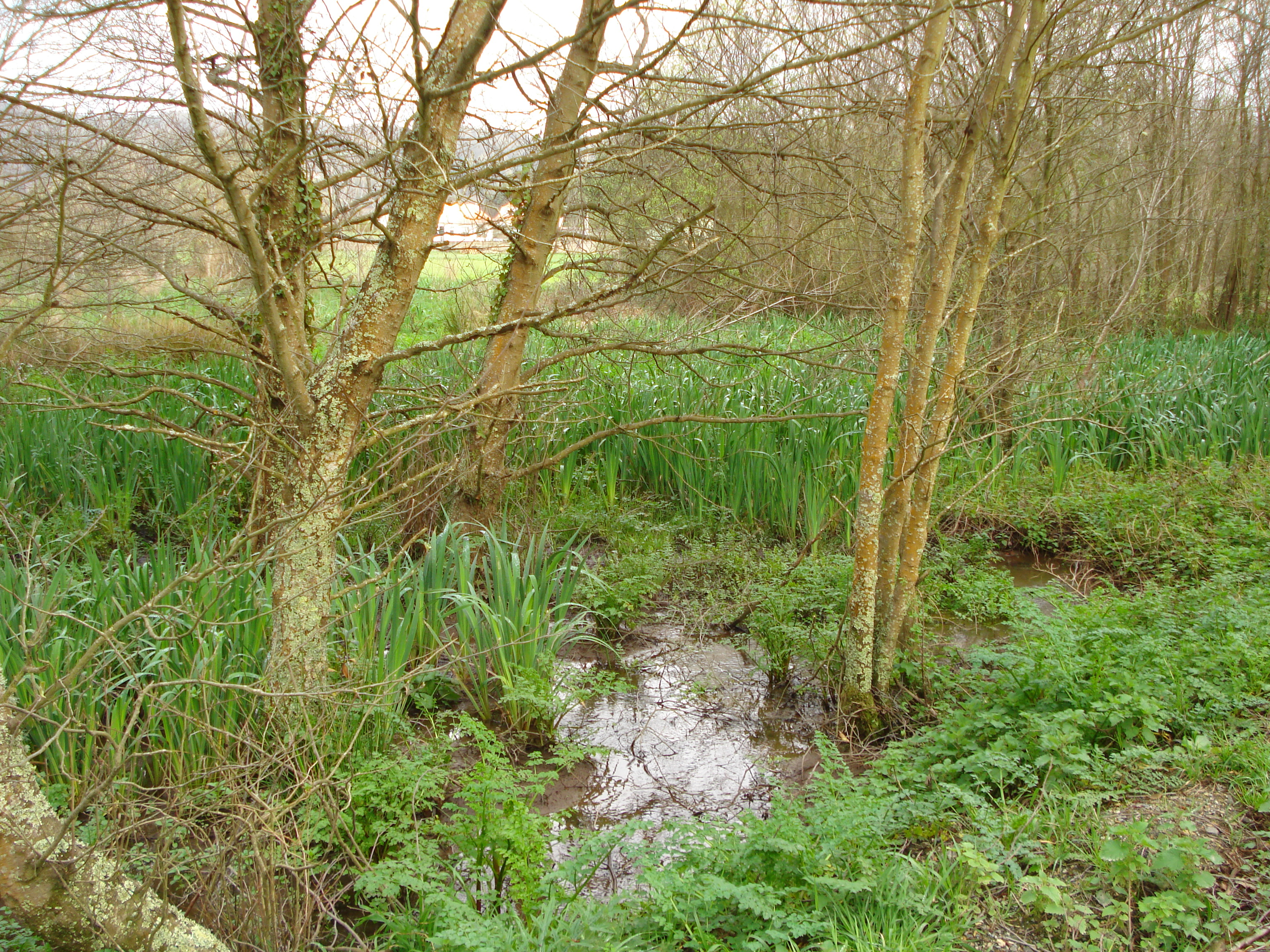
Lagoa da Frouxeira: Zona da marisma

Na zona da marisma, a água cobre o chão, cá vivem muitas plantas aquáticas como o junco preto, cana ou carriço, espadana e lentilha-d`água. Entre os anfíbios está a rã verde e a cobra de colar e como pássaros vemos o lavanco real, a cerceta real, o pato cinzento, a galinha de rio, a galinhola preta e a escriventa das canaveiras, onde aninha.
Na zona das águas abertas estão a tomar banho os mergulhões que são patos pequeninos. Con certeza estão a fazer mergulhos para caçar as pressas baixo de água ou descansando na ilha Lapela desta lagoa. Os corvos marinhos reais alimentam-se de peixes cumpridos como anguias e linguados que há nestas águas. Junto a estas aves convive a lontra, mamífero muito adaptado à vida aquática que também se alimenta de peixes.
Os peixes que vivem nestas águas e se criam para alimento de aves e mamíferos são muitos variados como anguias, robalos, linguados, truta, truta de mar e reos. Espécies que se criam en águas doces e salgadas.
No canal que por vezes rompe a cadeia de área para sair ao mar há espécies de aves que suportam os ventos constantes, como são as gaivotas que se alimentam na maré baixa e descansam na cheia; a pílhara papuda que aninha na praia… Mora no canal o sapo corredor anfíbio que durante o dia se esconde abaixo dos rochedos.

## Etnografia
A lagoa constitui un património etnográfico, já que o ser humano desde tempos passados soube transformar este espaço e adaptá-lo às suas necessidades. Na lagoa encontrou uma importante fonte de riqueza piscícola. Utilizou diferentes artes de pesca para capturar os peixes que faziam parte da sua alimentação.
É mister protegermos este espaço natural porque são muitos os agentes que ameaçam o seu equilíbrio. Não há muitos anos, o desastre do Prestige obrigou as administrações a agir com todos os meios possíveis.

## Poemas e poetas medievais
Por último, a lagoa da Frouxeira dá para se deixar embalar pela experiência amorosa que o poeta medieval ferrolano chamado Fernando Esquio escreveu nesta cantiga de amigo onde há uma simbólica utilização de elementos da natureza muito característico da lírica galego-portuguesa.
Vaiamos, irmana, vaiamos dormir,
nas ribas do lago, u eu andar vi
a las aves, meu amigo.
Vaiamos, irmana, vaiamos folgar
nas ribas do lago, u eu vi andar
a las aves, meu amigo.
Enas ribas do lago, u eu andar vi,
seu arco na mano as aves ferir,
a las aves, meu amigo.
Enas ribas do lago, u eu vi andar,
seu arco na mano a las aves tirar,
a las aves, meu amigo.
Seu arco na mano as aves ferir
a las que cantavam leixa-las guarir
a las aves, meu amigo.
Seu arco na mano a las aves tirar,
e las que cantavam non as querer matar
a las aves, meu amigo